# Je suis, tu es
Je suis, tu es is een single van The Shorts uit 1983. Het lied werd geschreven door Eddy de Heer die de jongensband ontdekte. Net als bij de voorganger Comment ça va werd de single gearrangeerd en geproduceerd door Jack de Nijs.
Deze single werd ook weer een internationaal succes, met hitnoteringen in minstens vier landen. In andere landen verscheen net als bij Comment ça va een vertaalde versie. In Nederland staat op de B-kant het nummer Ik zing en in andere landen meestal een vertaalde versie ervan. In Canada staat Comment ça va op de B-kant.
Het is een liefdeslied waarin een tiener verliefd is op de assistente van zijn oude leraar Frans. Zij is een rasechte Française.

## Hitnoteringen

### Nederland en België
| "Je suis, tu es" in de Nederlandse Top 40 van 20-08-1983 t/m 8-10-1983 | "Je suis, tu es" in de Nederlandse Top 40 van 20-08-1983 t/m 8-10-1983 | "Je suis, tu es" in de Nederlandse Top 40 van 20-08-1983 t/m 8-10-1983 | "Je suis, tu es" in de Nederlandse Top 40 van 20-08-1983 t/m 8-10-1983 | "Je suis, tu es" in de Nederlandse Top 40 van 20-08-1983 t/m 8-10-1983 | "Je suis, tu es" in de Nederlandse Top 40 van 20-08-1983 t/m 8-10-1983 | "Je suis, tu es" in de Nederlandse Top 40 van 20-08-1983 t/m 8-10-1983 | "Je suis, tu es" in de Nederlandse Top 40 van 20-08-1983 t/m 8-10-1983 | "Je suis, tu es" in de Nederlandse Top 40 van 20-08-1983 t/m 8-10-1983 | "Je suis, tu es" in de Nederlandse Top 40 van 20-08-1983 t/m 8-10-1983 |
| Week                                                                   | 1                                                                      | 2                                                                      | 3                                                                      | 4                                                                      | 5                                                                      | 6                                                                      | 7                                                                      | 8                                                                      |                                                                        |
| ---------------------------------------------------------------------- | ---------------------------------------------------------------------- | ---------------------------------------------------------------------- | ---------------------------------------------------------------------- | ---------------------------------------------------------------------- | ---------------------------------------------------------------------- | ---------------------------------------------------------------------- | ---------------------------------------------------------------------- | ---------------------------------------------------------------------- | ---------------------------------------------------------------------- |
| Positie                                                                | 17                                                                     | 8                                                                      | 4                                                                      | 4                                                                      | 7                                                                      | 16                                                                     | 29                                                                     | 37                                                                     | uit                                                                    |

| "Je suis, tu es" in de Nationale Hitparade van 20-8-1983 t/m 22-10-1983 | "Je suis, tu es" in de Nationale Hitparade van 20-8-1983 t/m 22-10-1983 | "Je suis, tu es" in de Nationale Hitparade van 20-8-1983 t/m 22-10-1983 | "Je suis, tu es" in de Nationale Hitparade van 20-8-1983 t/m 22-10-1983 | "Je suis, tu es" in de Nationale Hitparade van 20-8-1983 t/m 22-10-1983 | "Je suis, tu es" in de Nationale Hitparade van 20-8-1983 t/m 22-10-1983 | "Je suis, tu es" in de Nationale Hitparade van 20-8-1983 t/m 22-10-1983 | "Je suis, tu es" in de Nationale Hitparade van 20-8-1983 t/m 22-10-1983 | "Je suis, tu es" in de Nationale Hitparade van 20-8-1983 t/m 22-10-1983 | "Je suis, tu es" in de Nationale Hitparade van 20-8-1983 t/m 22-10-1983 | "Je suis, tu es" in de Nationale Hitparade van 20-8-1983 t/m 22-10-1983 | "Je suis, tu es" in de Nationale Hitparade van 20-8-1983 t/m 22-10-1983 |
| Week                                                                    | 1                                                                       | 2                                                                       | 3                                                                       | 4                                                                       | 5                                                                       | 6                                                                       | 7                                                                       | 8                                                                       | 9                                                                       | 10                                                                      |                                                                         |
| ----------------------------------------------------------------------- | ----------------------------------------------------------------------- | ----------------------------------------------------------------------- | ----------------------------------------------------------------------- | ----------------------------------------------------------------------- | ----------------------------------------------------------------------- | ----------------------------------------------------------------------- | ----------------------------------------------------------------------- | ----------------------------------------------------------------------- | ----------------------------------------------------------------------- | ----------------------------------------------------------------------- | ----------------------------------------------------------------------- |
| Positie                                                                 | 48                                                                      | 7                                                                       | 3                                                                       | 3                                                                       | 3                                                                       | 5                                                                       | 12                                                                      | 26                                                                      | 37                                                                      | 47                                                                      | uit                                                                     |

| "Je suis, tu es" in de Vlaamse Ultratop 30 van 27-08-1983 t/m 15-10-1983 | "Je suis, tu es" in de Vlaamse Ultratop 30 van 27-08-1983 t/m 15-10-1983 | "Je suis, tu es" in de Vlaamse Ultratop 30 van 27-08-1983 t/m 15-10-1983 | "Je suis, tu es" in de Vlaamse Ultratop 30 van 27-08-1983 t/m 15-10-1983 | "Je suis, tu es" in de Vlaamse Ultratop 30 van 27-08-1983 t/m 15-10-1983 | "Je suis, tu es" in de Vlaamse Ultratop 30 van 27-08-1983 t/m 15-10-1983 | "Je suis, tu es" in de Vlaamse Ultratop 30 van 27-08-1983 t/m 15-10-1983 | "Je suis, tu es" in de Vlaamse Ultratop 30 van 27-08-1983 t/m 15-10-1983 | "Je suis, tu es" in de Vlaamse Ultratop 30 van 27-08-1983 t/m 15-10-1983 | "Je suis, tu es" in de Vlaamse Ultratop 30 van 27-08-1983 t/m 15-10-1983 |
| Week                                                                     | 1                                                                        | 2                                                                        | 3                                                                        | 4                                                                        | 5                                                                        | 6                                                                        | 7                                                                        | 8                                                                        |                                                                          |
| ------------------------------------------------------------------------ | ------------------------------------------------------------------------ | ------------------------------------------------------------------------ | ------------------------------------------------------------------------ | ------------------------------------------------------------------------ | ------------------------------------------------------------------------ | ------------------------------------------------------------------------ | ------------------------------------------------------------------------ | ------------------------------------------------------------------------ | ------------------------------------------------------------------------ |
| Positie                                                                  | 21                                                                       | 18                                                                       | 8                                                                        | 6                                                                        | 6                                                                        | 6                                                                        | 6                                                                        | 28                                                                       | uit                                                                      |

### Andere landen
| Hitlijst    | Piekpositie | Aantal weken |
| ----------- | ----------- | ------------ |
| Zwitserland | 26          | 2            |
| Duitsland   | 37          | 8            |